# باشكا
باشكا هي مستوطنة وبلدية تقع في الجنوب الشرقي من جزيرة كرك في كرواتيا. بلغ عدد سكان قرية باشكا 981 نسمة في التعداد السكاني لعام 2011 ، بينما بلغ عدد سكان البلدية الكبرى 1674 نسمة.
لم يزل هذا المركز الثقافي والتاريخي مع المنازل الحجرية القديمة والشوارع الضيقة وجهة سياحية منذ القرن التاسع عشر، وقد تحول إلى منتجع شعبي. تشتهر باشكا بنصبها الحجري المدرج منذ عام 1100 م لشواطئها المحيطة العديدة وتقاليدها الطويلة في السياحة.
تتمتع باشكا بتراث ثقافي وتاريخي غني. ويبرزذلك من خلال أوائل المواقع الأثرية المسيحية من القرن الخامس الميلادي، قرص باشكا الشهير من العام 1100 م وجد في كنيسة سانت لوسي القريبة جورانديفور، وبقايا مستوطنة رومانية، فضلا عن العديد من الكنائس التاريخية. يضم المتحف المحلي في باشكا مجموعة أثرية إثنوغرافية.
تحيط مدينة باشكا بالأراضي الحرجية والعديد من الشواطئ الرملية والحصوية، وعلى الأخص شاطئ باشكا الذي يبلغ طوله 1800 متر ( قصر فيلا ، أو "الشاطئ العظيم"). شاطئ بونكولوكا هو شاطئ ملابس حصوي اختياري أصغر يقع بجوار موقع التخييم الطبيعي في بونكلوكا. يوجد في المنطقة المحيطة 16 مسارًا للمشي لمسافات طويلة يبلغ إجمالي طولها أكثر من 80 مسارًا. الأعشاب الطبية وغيرها تنمو بوفرة، بما في ذلك الشيح والحكيم والزعتر والجبن.

## روابط خارجية
- الموقع الرسمي
- مكتب باشكا السياحي